# Acumulador (energía)

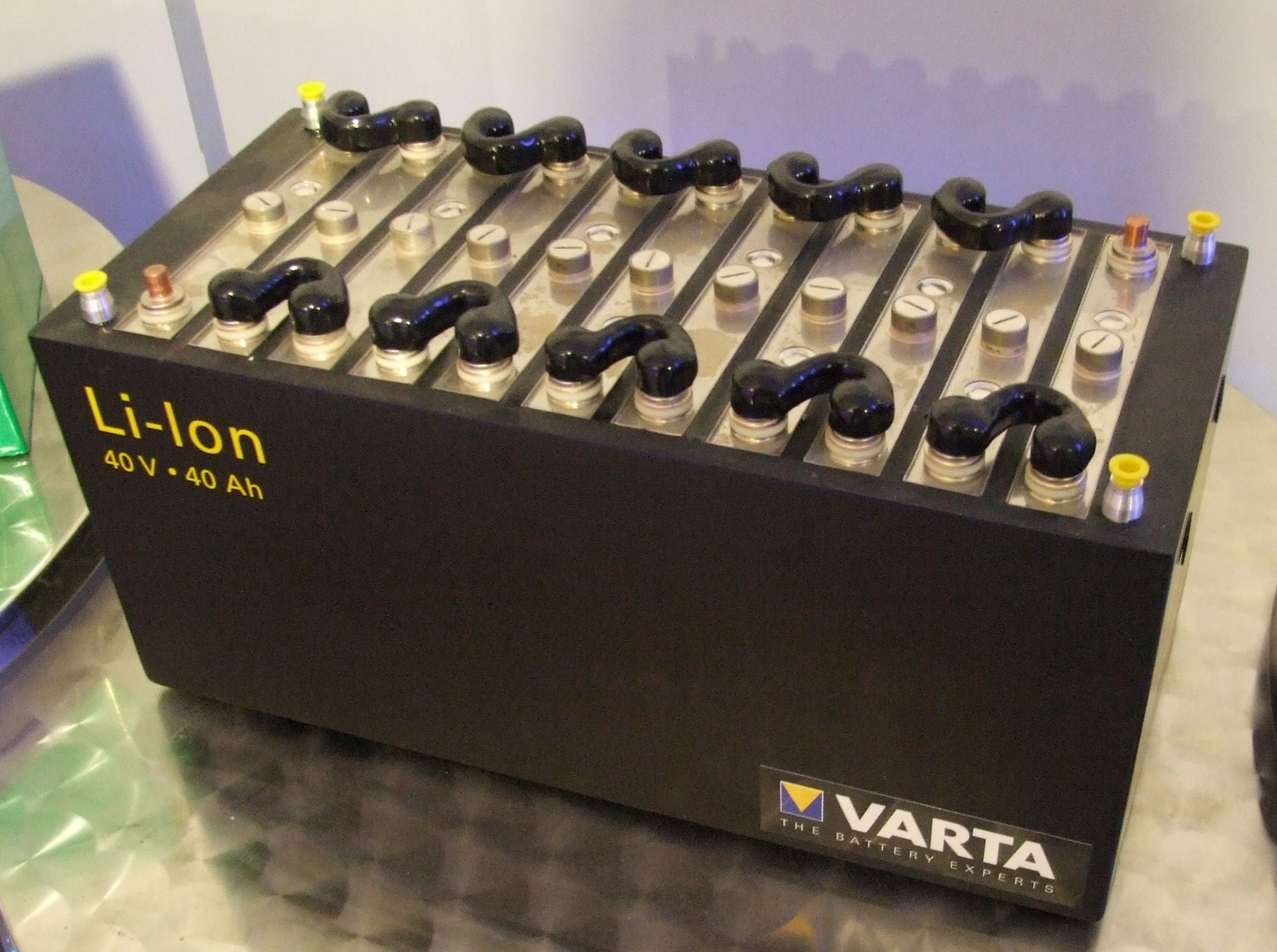
Acumulador eléctrico del tipo ion-litio

Un acumulador es un dispositivo de almacenamiento de energía, el cual acepta energía, la almacena, y la entrega en la medida que sea necesario. Algunos acumuladores aceptan energía a baja velocidad (baja potencia) sobre un intervalo de tiempo largo y entregar la energía en rápidamente (alta potencia) sobre intervalo de tiempo corto. En tanto, otros acumuladores aceptan energía a alta velocidad, sobre un corto intervalo de tiempo, y entregan la energía a baja velocidad sobre un intervalo de tiempo más largo. Un tercer grupo de acumuladores aceptan y entregan energía a velocidades comparables.
La energía que se recibe, entrega y almacena puede ser energía térmica, energía mecánica, o energía eléctrica. Normalmente, las formas de energía que se acepta y se entrega son las mismas. Sin embargo, algunos dispositivos almacenan una forma de energía diferente a la que reciben y entregan, realizando conversiones de energía en el proceso.
Entre algunos ejemplos de acumuladores se pueden incluir acumuladores de vapor, sistemas de resorte motor, baterías inerciales, acumuladores hidráulicos, baterías recargables, capacitores, alternadores de pulsos compensados (compulsador), y centrales hidroeléctricas reversibles.
El Puente de la Torre de Londres es operado mediante un acumulador. El mecanismo de ascenso original era impulsado por agua presurizada almacenada en varios acumuladores hidráulicos. En 1974, el mecanismo de operación original fue reemplazado por un nuevo systema de control electrohidráulico.